# Phlaocyon
Phlaocyon is een uitgestorven geslacht van zoogdieren, dat voorkwam in het Vroeg-Mioceen.

## Kenmerken
Dit 80 cm lange dier vertoonde op het eerste gezicht veel overeenkomst met de wasberen, maar enkele kenmerken van zijn schedel spreken dit tegen. Deze zouden erop duiden, dat het meer een primitieve hondachtige was uit de Canidae-familie. Zijn leefwijze echter duidde meer op die van een wasbeer.

## Beschrijving
Zijn poten waren ontwikkeld om in bomen te klimmen, niet om te rennen. De kop was kort en breed, met een spits toelopende snuit en ver naar achter staande ogen.

## Leefwijze
Dit dier was een omnivoor, die zich voedde met plantaardig voedsel, zoals zaden en fruit, maar ook met vogeleieren, vogels, kleine zoogdieren en insecten. Grotere dieren vielen niet onder zijn prooien, omdat zijn gebit alleen maalkiezen bevatte en geen tanden om vlees te snijden.

## Vondsten
Resten van dit dier werden gevonden in Nebraska.